# Stenoperla
Stenoperla (лат.) — род насекомых из семейства Eustheniidae отряда веснянок.
Включает четыре вида веснянок, эндемичных для Новой Зеландии.

## Систематика
Род включает следующие виды:
- Stenoperla helsoni (McLellan, 1996)
- Stenoperla hendersoni (McLellan, 1996)
- Stenoperla maclellani (Zwick, 1979)
- Stenoperla prasina (Newman, 1845)